# Inselbahnhof
Als Inselbahnhöfe werden Bahnhöfe bezeichnet, deren Empfangsgebäude sich in einer Insellage zwischen den Gleisen befindet. Die Insellage besteht dadurch, dass die beidseitigen Gleisanlagen im Gegensatz zum Keilbahnhof meistens sowohl vor als auch hinter dem Empfangsgebäude verbunden sind. Das beidseitig vom Gleisfeld umschlossene Gebäude ist dann straßenseitig in der Regel durch eine Sackgasse erschlossen, die von einer die Gleise querenden beziehungsweise unterquerenden Straße abzweigt. Gründe für die Anlage eines Inselbahnhofes waren zum Beispiel Erweiterungen einer Bahnhofsanlage, die aus räumlichen Gründen nicht mehr auf der ursprünglichen Gleisseite ausgeführt werden konnten. Auch gibt es Berührungsbahnhöfe, bei denen die verschiedenen Bahnhofsseiten ursprünglich zu verschiedenen Bahngesellschaften gehörten.
Umgangssprachlich bezeichnet man auch einen Bahnhof, der auf einer Insel liegt, als Inselbahnhof wie z. B. den  Bahnhof Lindau-Insel.

## Inselbahnhöfe in Deutschland

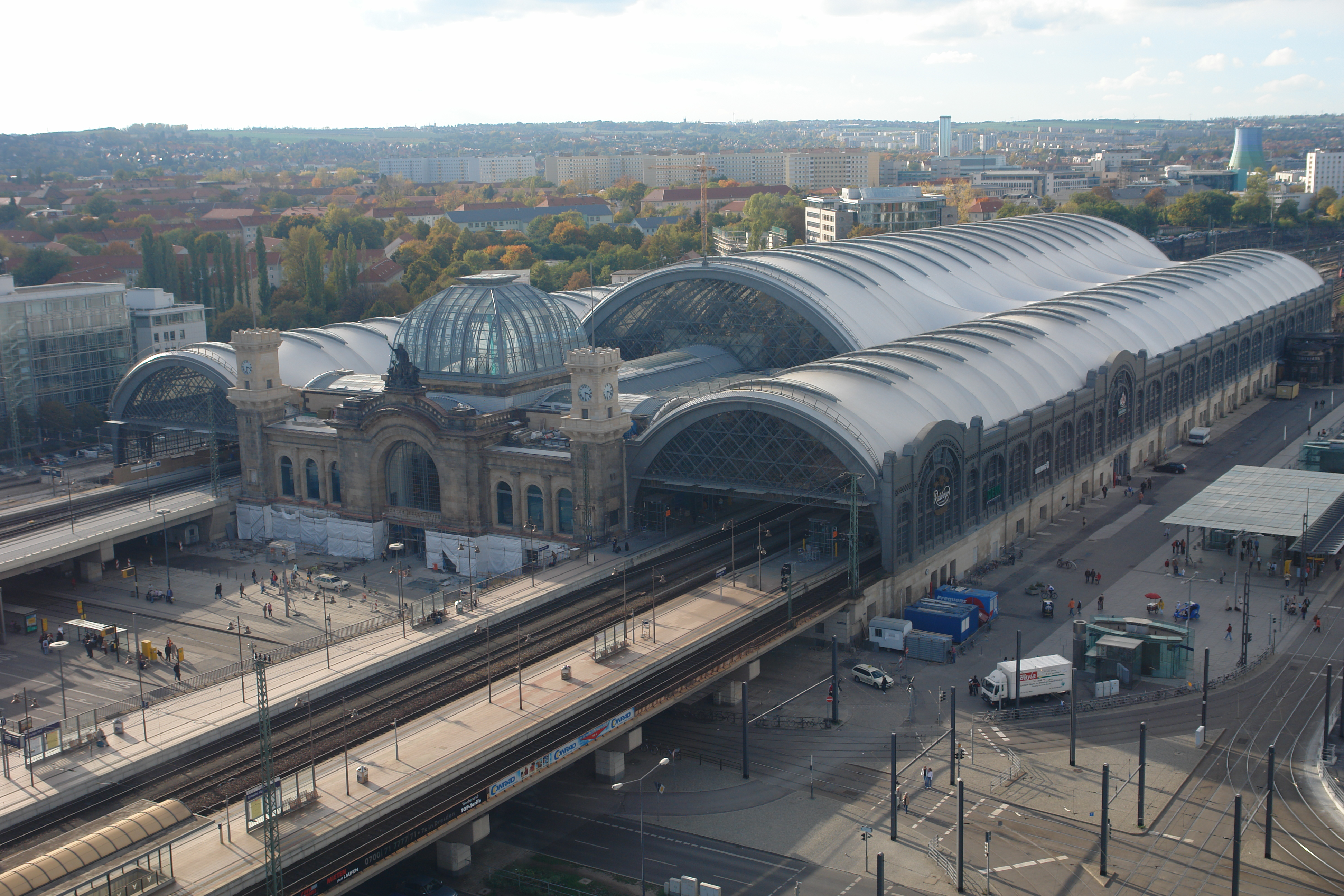
Dresden Hbf, Insel- und Kopfbahnhof
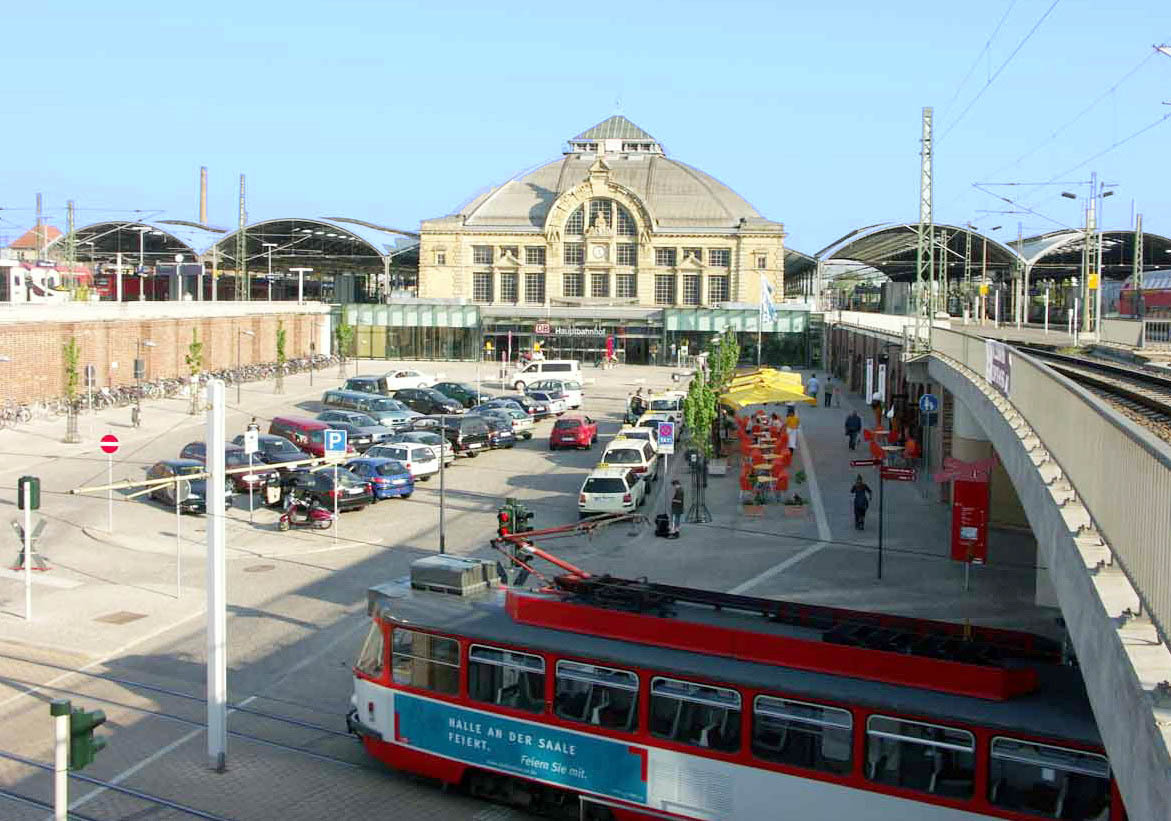
Inselbahnhof Halle (Saale) Hbf mit Bahnhofsvorplatz
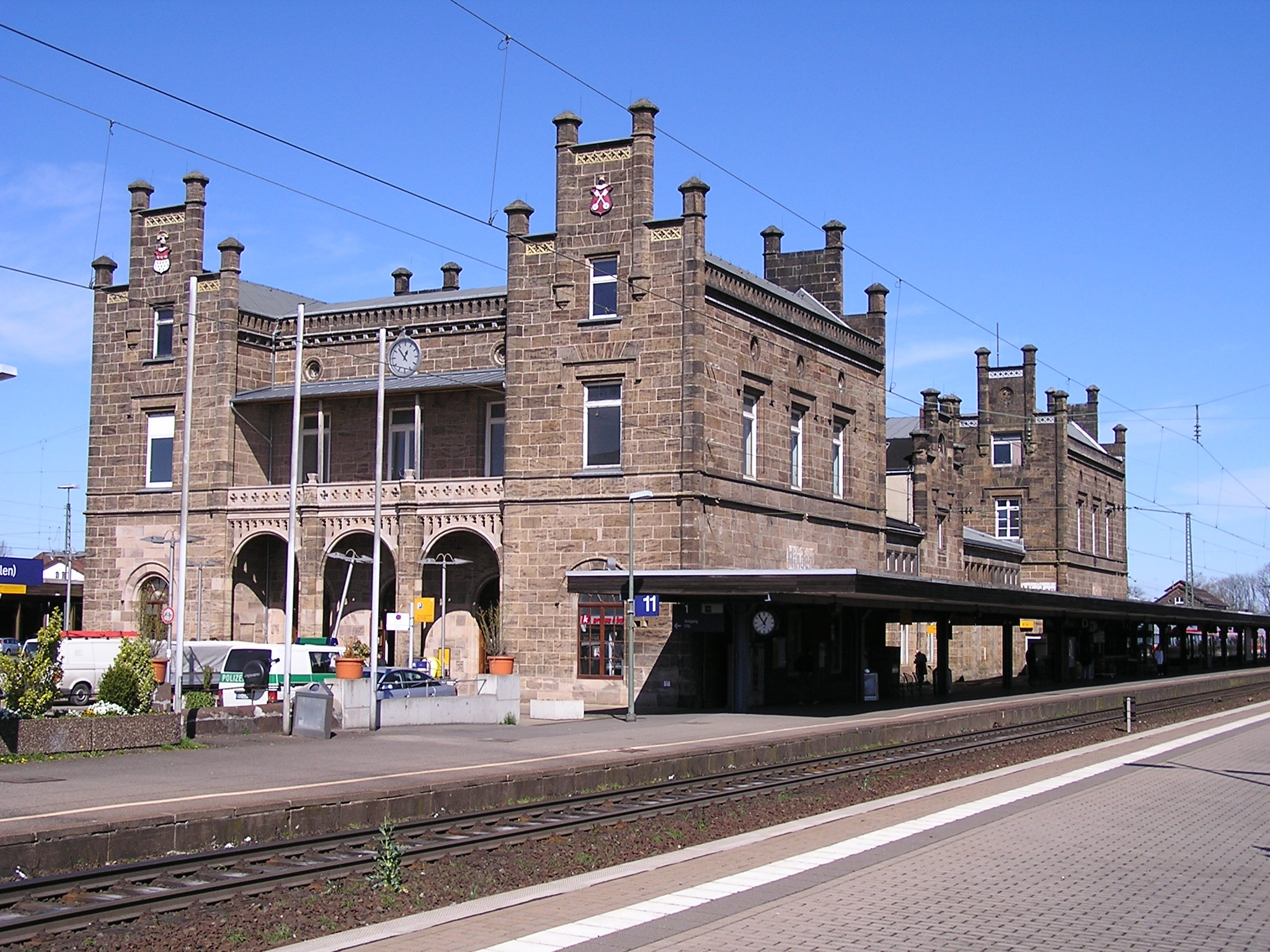
Bf Minden (Westf)
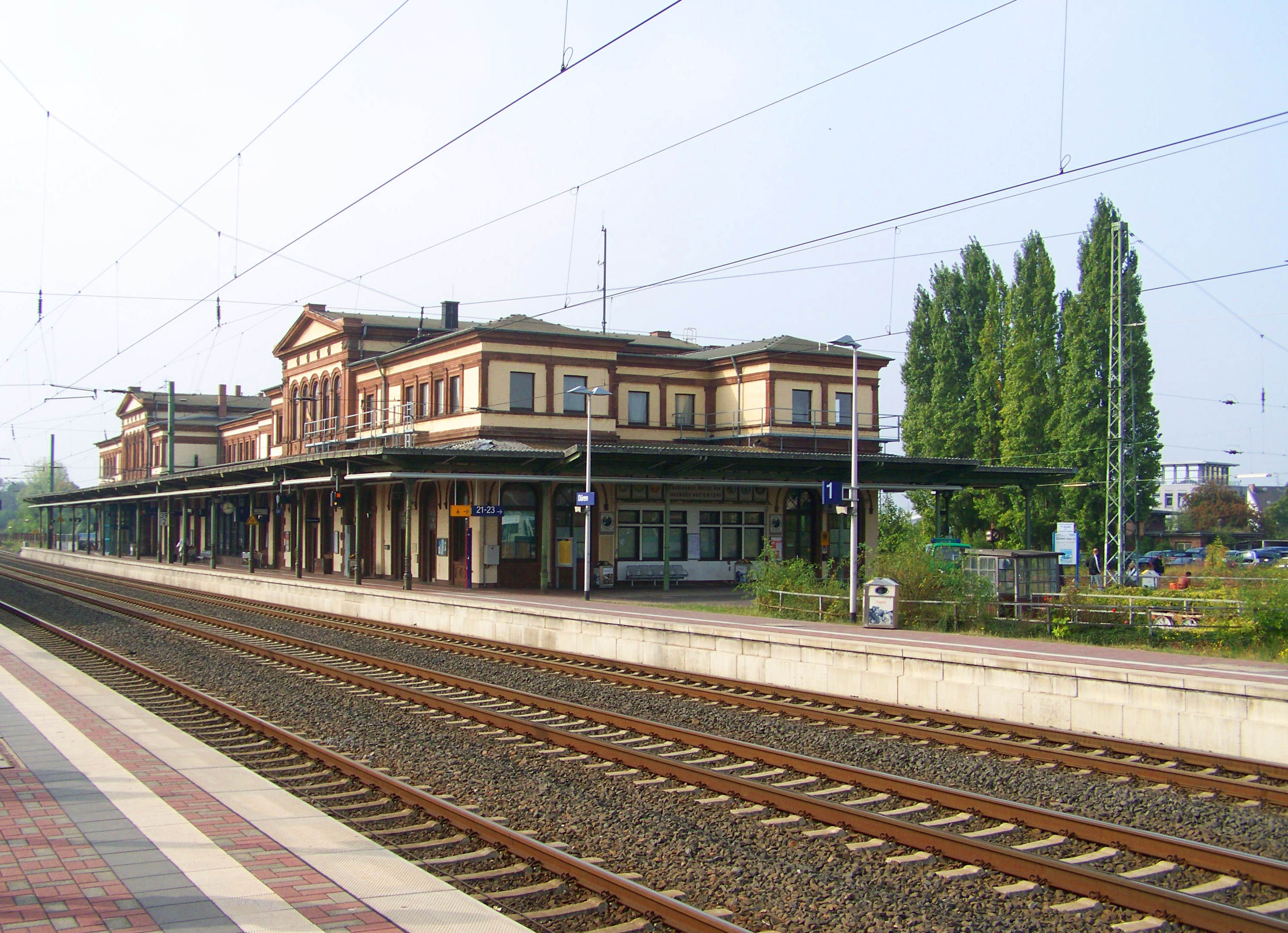
Bf Düren
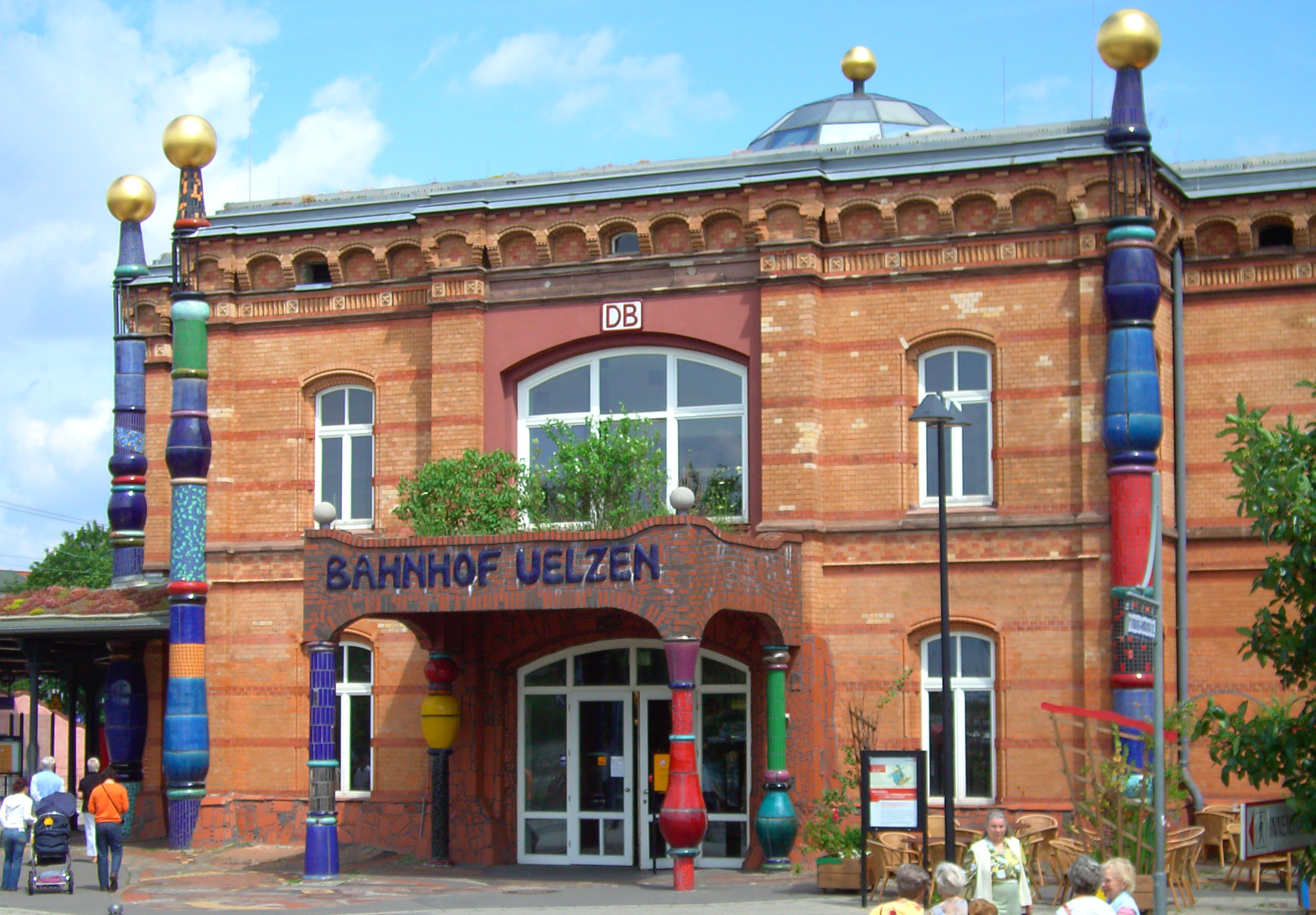
Bf Uelzen
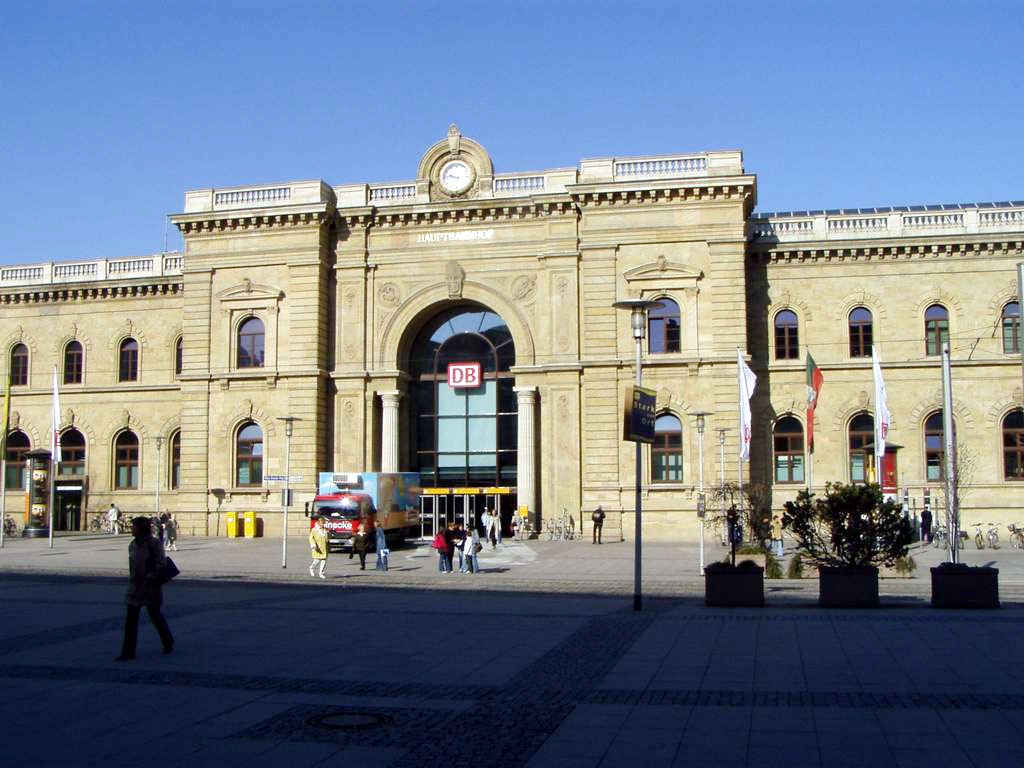
Magdeburg Hbf
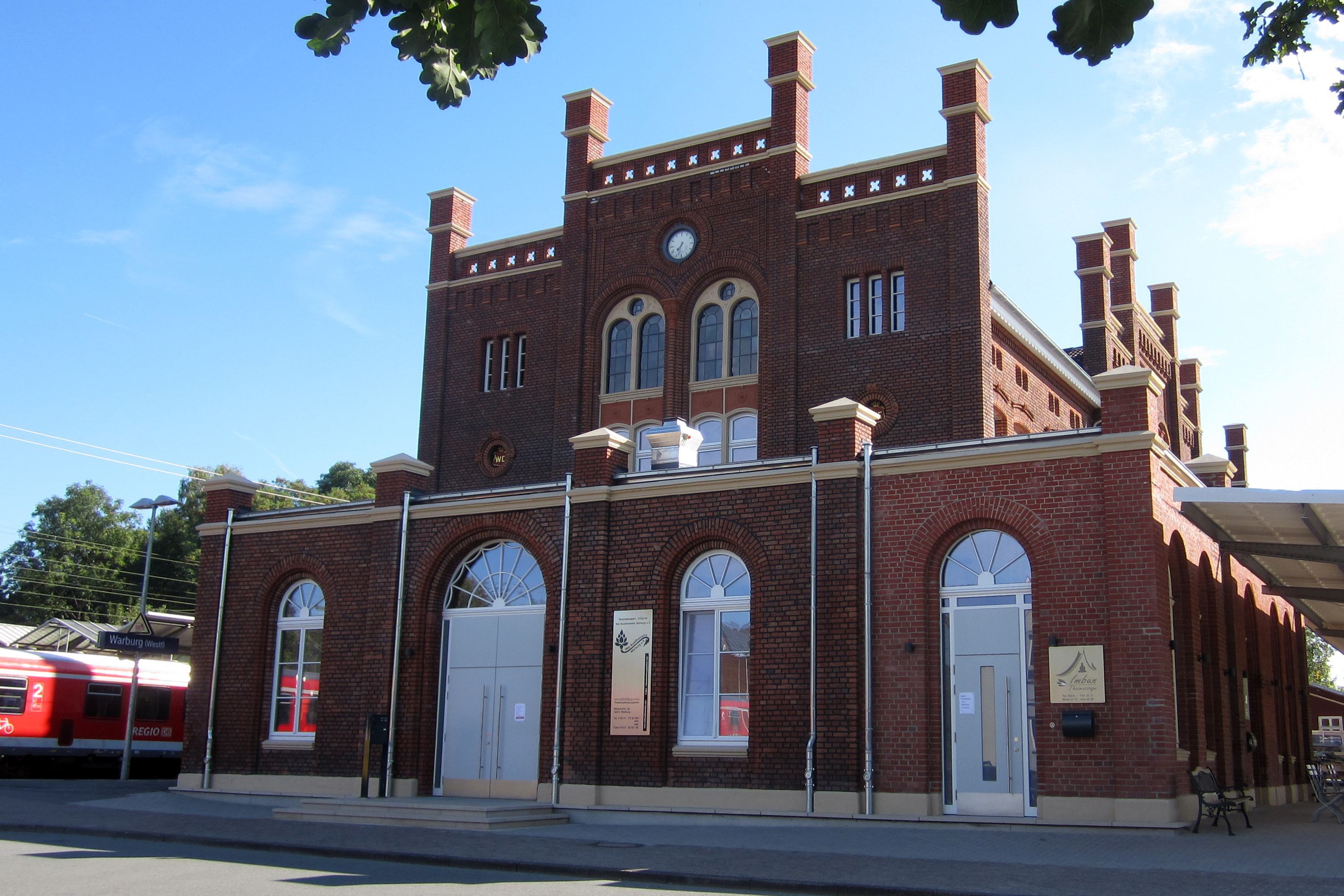
Bf Warburg (Westf)

| Ort                       | Bahnhof                   | Strecken | von               | bis               | Bemerkung |
| Baden-Württemberg         | Baden-Württemberg         | Baden-Württemberg | Baden-Württemberg | Baden-Württemberg | Baden-Württemberg |
| ------------------------- | ------------------------- | --- | ----------------- | ----------------- | --- |
| Crailsheim                | Crailsheim                | Nürnberg–Crailsheim Crailsheim–Königshofen Crailsheim–Heilbronn Goldhöfe–Crailsheim                                              | 1876              |                   | |
| Aalen-Hofen               | Goldshöfe                 | Ostseite: - Stuttgart-Bad Cannstatt–Nördlingen Westseite: - Goldshöfe–Crailsheim                                                 | 1866              | 1985              | mit Abbau des Verbindungsgleises 1 Rems Richtung Crailsheim Umwandlung zum Keilbahnhof |
| Stuttgart                 | Stuttgart-Zuffenhausen    | Frankenbahn Schwarzwaldbahn Schnellfahrstrecke Mannheim–Stuttgart Zulaufstrecken zum Rangierbahnhof Kornwestheim                 | 1908              |                   | |
| Bayern                    |                           | |                   |                   | |
| Planegg                   | Planegg                   | Ostseite: - München–Garmisch-Partenkirchen Westseite: - München–Gauting                                                          | 1900              | ca. 1970          | Im Zuge des Umbaus für den S-Bahn-Betrieb wurde das Empfangsgebäude in Insellage abgebrochen. |
| Brandenburg               |                           | |                   |                   | |
| Cottbus                   | Cottbus Hbf               | Berlin–Görlitz Halle–Cottbus Cottbus–Guben Cottbus–Żary                                                                          | 1870              | 1978              | Empfangsgebäude in Insellage 1945 zerstört und durch Baracken ersetzt. 1978 erfolge Eröffnung eines neuen Empfangsgebäudes in Seitenlage |
| Guben                     | Guben                     | Berlin–Wrocław Cottbus–Guben Guben–Zbąszynek                                                                                     | 1870              |                   | |
| Küstrin-Kietz             | Küstrin-Kietz             | Berlin–Küstrin-Kietz Grenze Küstrin-Kietz–Frankfurt (Oder)                                                                       | 1866              |                   | umgebauter Keilbahnhof |
| Hamburg                   |                           | |                   |                   | |
| Hamburg-Harburg           | Hamburg-Harburg           | Ostseite: - Lehrte–Hamburg-Harburg Westseite: - Wanne-Eickel–Hamburg - Hamburg-Harburg–Cuxhaven                                  |                   |                   | |
| Hessen                    |                           | |                   |                   | |
| Bebra                     | Bebra                     | Ostseite: - Halle–Bebra - Bebra–Kassel Westseite: - Frankfurt–Bebra - Bebra–Göttingen                                            | 1869              |                   | |
| Hanau                     | Hanau Hbf                 | Frankfurt–Bebra Frankfurt Süd–Aschaffenburg Frankfurt Schlachthof–Hanau Friedberg–Hanau Hanau–Eberbach                           |                   | 1966              | Empfangsgebäude wurde 1966 abgerissen und durch ein nördlich der Gleisanlagen liegendes Empfangsgebäude ersetzt |
| Lollar                    | Lollar                    | Kassel–Frankfurt Lollar–Grünberg Lollar–Wetzlar                                                                                  | 1879              |                   | |
| Mücke (Hessen)            | Mücke (Hess)              | Bahnstrecke Gießen–Fulda Bahnstrecke Friedberg–Mücke                                                                             | 1903              | 1964              | Die zur Bahnstrecke Friedberg–Mücke gehörenden Anlagen wurden 1960 abgebaut, jedoch blieben 2 Gleise im östlichen Teil noch mindestens bis 1964 liegen. |
| Neuhof (bei Fulda)        | Neuhof (Kr Fulda)         | Frankfurt–Bebra | 2011              |                   | Trassenverlegung der Kinzigtalbahn auf die Südliche Seite des Empfangsgebäude. Der Güterbahnhof und der Bahnsteig Richtung Flieden blieben auf der nördlichen Seite des Bahnhofes. |
| Mecklenburg-Vorpommern    |                           | |                   |                   | |
| Bad Kleinen               | Bad Kleinen               | Lübeck–Bad Kleinen Ludwigslust–Wismar Rostock–Bad Kleinen                                                                        |                   | 2017              | Das Empfangsgebäude in Insellage wurde 2017 abgebrochen. |
| Niedersachsen             |                           | |                   |                   | |
| Lehrte                    | Lehrte                    | Berlin–Lehrte Hannover–Braunschweig Lehrte–Hamburg-Harburg Lehrte–Nordstemmen                                                    |                   |                   | |
| Lüneburg                  | Lüneburg                  | Ostseite: - Lehrte–Hamburg-Harburg - Lüneburg–Lübeck - Lüneburg–Bleckede Westseite: - Wittenberge–Buchholz - Lüneburg–Soltau Süd |                   |                   | ehemals zwei unabhängige Bahnhöfe (Lüneburg Ost und Lüneburg West) beide Empfangsgebäude in Insellage zwischen den Strecken |
| Uelzen                    | Uelzen                    | Ostseite: - Lehrte–Hamburg-Harburg Westseite: - Stendal–Uelzen - Uelzen–Langwedel                                                |                   |                   | ehemals zwei unabhängige Bahnhöfe (Ost: Hannöverscher Bahnhof und West: Halberstädter Bahnhof) |
| Wunstorf                  | Wunstorf                  | Nordseite: - Wunstorf–Bremen Südseite: - Hannover–Minden                                                                         | 1847              | ca. 1905          | ehemals zwischen den ostwärts und westlich des Bahnhofs kreuzenden Gleisen mit Hauptausgang durch Tunnel nach Norden zur Bahnhofstraße (1906 wurde die Steinhuder Meer-Bahn bis zum Bahnhofsgebäude verlängert und der Bahnhof Wunstorf-West aufgehoben, nachdem die westlich des Bahnhofs kreuzenden Gleise abgebaut waren. Gleichzeitig wurde die Hindenburgstraße bis zum Bahnhofsgebäude verlängert und der westliche Hauptausgang mit Bahnhofsvorplatz geschaffen. So wurde der Bahnhof zum Keilbahnhof.) |
| Nordrhein-Westfalen       |                           | |                   |                   | |
| Aachen                    | Aachen Marschierthor      | Aachen–Mönchengladbach |                   | 1905              | |
| Aachen                    | Templerbend               | Aachen–Mönchengladbach | 1858              | 1910              | |
| Altenbeken                | Altenbeken                | Nordseite: - Altenbeken–Kreiensen - Hannover–Altenbeken - Herford–Altenbeken Südseite: - Hamm–Warburg                            | 1865              |                   | Ursprünglicher Keilbahnhof mit nachträglich gebautem Verbindungsgleis |
| Bottrop                   | Bottrop Hbf               | Oberhausen-Osterfeld–Hamm Gelsenkirchen-Bismarck–Oberhausen-Osterfeld Bottrop–Gerschede Essen-Dellwig Ost–Bottrop                | 1905              | 1995              | 1995–1999 Abriss des Empfangsgebäudes und Verlegung des Personenbahnhofs nach Westen |
| Dorsten                   | Dorsten                   | Gelsenkirchen–Winterswijk Duisburg–Quakenbrück                                                                                   | 1879              |                   | |
| Duisburg                  | Duisburg Hbf              | Duisburg–Oberhausen–Dortmund Duisburg–Essen–Dortmund Duisburg–Köln Duisburg–Mönchengladbach Duisburg–Quakenbrück                 |                   | 1934              | Empfangsgebäude in Insellage der preußischen Staatseisenbahn 1886, 1934 durch heutiges Empfangsgebäude westlich der Gleisanlagen ersetzt |
| Düren                     | Düren                     | Köln–Aachen Jülich–Düren Düren–Euskirchen Düren–Heimbach Mönchengladbach–Stolberg Düren–Neuss                                    |                   |                   | |
| Hamm                      | Hamm (Westf)              | Westseite: - Dortmund–Hamm - Hamm–Minden Ostseite: - Hagen–Hamm - Hamm–Münster                                                   | 1850              | 1920              | 1911–1929 Umbau der Gleisanlagen und Neubau eines Empfangsgebäudes (bis 1920) in Seitenlage |
| Holzwickede               | Holzwickede               | Dortmund–Soest Hagen–Hamm |                   |                   | |
| Hürth                     | Hürth-Kalscheuren         | Köln–Trier Köln–Mainz |                   |                   | |
| Krefeld                   | Krefeld Hbf               | Nordseite: - Duisburg–Mönchengladbach Südseite: - Köln–Nijmegen                                                                  | 1856              | 1904              | |
| Minden                    | Minden (Westf)            | Hamm–Minden Hannover–Minden |                   |                   | |
| Mönchengladbach           | Mönchengladbach Hbf       | Westseite: - Duisburg–Mönchengladbach Ostseite: - Aachen–Mönchengladbach - Mönchengladbach–Düsseldorf                            | 1852              | 1908              | Neubau eines Empfangsgebäudes in Seitenlage |
| Neuss                     | Neuss Hbf                 | Mönchengladbach–Düsseldorf Linksniederrheinische Strecke Düren–Neuss                                                             |                   |                   | |
| Nettetal-Kaldenkirchen    | Kaldenkirchen             | Viersen–Venlo Kempen–Venlo |                   |                   | |
| Mönchengladbach           | Rheydt Hbf                | Rheydt–Köln Aachen–Mönchengladbach                                                                                               |                   |                   | ehemaliger Inselbahnhof |
| Ottbergen                 | Ottbergen                 | Nordseite: - Altenbeken–Kreiensen Südseite: - Ottbergen–Northeim                                                                 | 1878              |                   | |
| Warburg                   | Warburg (Westf)           | Nordseite: - Hamm–Warburg - Kassel–Warburg - Warburg–Sarnau Südseite: - Schwerte–Warburg                                         |                   | 1983              | Mit Abbau des südlichen Gleisanlagen 1983 ist Warburg kein Inselbahnhof mehr. |
| Wesel                     | Wesel                     | Ostseite: - Oberhausen–Emmerich Westseite: - Haltern–Venlo                                                                       | 1881              | 1945              | Empfangsgebäude in Insellage 1945 zerstört und 1955 durch Neubau in Seitenlage ersetzt, der Inselbahnsteig wurde Anfang der 1960er Jahre überbaut |
| Rheinland-Pfalz           |                           | |                   |                   | |
| Bingen am Rhein           | Bingen (Rhein) Hbf        | Köln–Mainz Bingen–Saarbrücken |                   |                   | |
| Westerburg                | Westerburg                | Westseite: - Limburg–Altenkirchen Ostseite: - Westerwaldquerbahn                                                                 | 1907              | 1995              | ehemaliger Inselbahnhof |
| Sachsen                   |                           | |                   |                   | |
| Aue                       | Aue (Sachs)               | Chemnitz–Adorf Zwickau–Schwarzenberg                                                                                             | 18__              | 200_              | ehemaliger Inselbahnhof |
| Bertsdorf-Hörnitz         | Bertsdorf                 | Zittau–Kurort Oybin Bertsdorf–Kurort Jonsdorf                                                                                    |                   |                   | |
| Dresden                   | Dresden Hbf               | Dresden–Děčín Dresden–Werdau Pirna–Coswig                                                                                        | 1898              |                   | teilweise Kopfbahnhof |
| Dürrröhrsdorf-Dittersbach | Dürrröhrsdorf             | Kamenz–Pirna Neustadt–Dürrröhrsdorf Dürrröhrsdorf–Weißig                                                                         |                   |                   | |
| Kamenz                    | Kamenz (Sachs)            | Kamenz–Bischofswerda Kamenz–Kamenz Nord Kamenz–Pirna                                                                             |                   |                   | ehemaliger Inselbahnhof |
| Narsdorf                  | Narsdorf                  | Neukieritzsch–Chemnitz Rochlitz–Penig                                                                                            |                   |                   | ehemaliger Inselbahnhof |
| Oderwitz                  | Oberoderwitz              | Oberoderwitz–Wilthen Zittau–Löbau                                                                                                |                   |                   | ehemaliger Inselbahnhof |
| Pirna                     | Pirna                     | Dresden–Děčín Kamenz–Pirna Pirna–Großcotta Pirna–Gottleuba Pirna–Coswig                                                          | 1875              |                   | |
| Reichenbach im Vogtland   | Reichenbach (Vogtl) ob Bf | Leipzig–Hof Reichenbach–Göltzschtalbrücke                                                                                        |                   |                   | ehemaliger Inselbahnhof |
| Schöneck/Vogtl.           | Zwotental                 | Chemnitz–Adorf Zwotental–Klingenthal                                                                                             |                   |                   | ehemaliger Inselbahnhof |
| St. Egidien               | St. Egidien               | Dresden–Werdau Stollberg–St. Egidien                                                                                             |                   |                   | |
| Wilthen                   | Wilthen                   | Bautzen–Bad Schandau Oberoderwitz–Wilthen                                                                                        |                   |                   | |
| Zwönitz                   | Zwönitz                   | Chemnitz–Adorf Zwönitz–Chemnitz Süd Zwönitz–Scheibenberg                                                                         |                   |                   | ehemaliger Inselbahnhof |
| Sachsen-Anhalt            |                           | |                   |                   | |
| Halle (Saale)             | Halle (Saale) Hbf         | Ostseite: - Halle–Cottbus - Berlin–Halle - Magdeburg–Leipzig Westseite: - Halle–Bebra - Halle–Kassel - Halle–Halberstadt         | 1890              |                   | |
| Magdeburg                 | Magdeburg Hbf             | Berlin–Magdeburg Braunschweig–Magdeburg Magdeburg–Thale Magdeburg–Leipzig Magdeburg–Wittenberge                                  |                   |                   | zum Teil Durchgangsbahnhof |
| Sandersleben              | Sandersleben (Anh)        | Ostseite: - Halle–Vienenburg Westseite: - Berlin–Blankenheim                                                                     | 1879              |                   | Zusammenlegung zwei eigenständiger Bahnhöfe unter gemeinsamer Nutzung eines der Empfangsgebäude |
| Thüringen                 |                           | |                   |                   | |
| Arenshausen               | Arenshausen               | Nordseite: - Arenshausen–Friedland Südseite: - Halle–Hann. Münden                                                                | 1867              | 1884?             | ehemaliger Inselbahnhof |
| Erfurt                    | Erfurt Hbf                | Halle–Bebra Nordhausen–Erfurt Sangerhausen–Erfurt                                                                                | 1893              | 2002              | ehemaliger Inselbahnhof |
| Großheringen              | Großheringen              | Halle–Bebra Großheringen–Saalfeld Straußfurt–Großheringen                                                                        | 1874              |                   | Empfangsgebäude 1998/1999 abgerissen, ein Seitenflügel steht noch. |
| Obermaßfeld-Grimmenthal   | Grimmenthal               | Eisenach–Eisfeld Neudietendorf–Ritschenhausen                                                                                    |                   |                   | Empfangsgebäude abgerissen |

## Inselbahnhöfe in Österreich
| Ort           | Bahnhof       | Strecke                                                      | von  | bis            | Bemerkung               |
| ------------- | ------------- | ------------------------------------------------------------ | ---- | -------------- | ----------------------- |
| Bischofshofen | Bischofshofen | Ennstalbahn Salzburg–Wörgl                                   |      | bis circa 2000 | ehemaliger Inselbahnhof |
| Salzburg      | Salzburg Hbf  | Wien–Salzburg Rosenheim–Salzburg Salzburg–Wörgl              | 1909 | 2012/3         | ehemaliger Inselbahnhof |
| Selzthal      | Selzthal      | Amstetten–Thörl-Maglern Linz–Selzthal Bischofshofen–Selzthal | 1906 |                |                         |

## Inselbahnhöfe in der Schweiz
| Ort          | Bahnhof      | Strecke                                                                             | von | bis  | Bemerkung               |
| ------------ | ------------ | ----------------------------------------------------------------------------------- | --- | ---- | ----------------------- |
| Bühler       |              | St. Gallen–Appenzell                                                                |     | 1968 | ehemaliger Inselbahnhof |
| Olten        | Olten        |                                                                                     |     |      |                         |
| Turgi        | Turgi        |                                                                                     |     | 1997 | ehemaliger Inselbahnhof |
| Courtemaîche | Courtemaîche | Delémont–Delle Anschluss eines Armeegleises nach Bure (keine öffentliche Eisenbahn) |     |      |                         |

## Beispiele für Inselbahnhöfe in Europa

### Dänemark
- Padborg

### Italien
- Prato Porta al Serraglio
- Tirso (Bahnstrecke Macomer–Nuoro, Schmalspur)
- Trofarello
- Vernazza

### Großbritannien
- Edinburgh Waverley

### Republik Moldau
- Ocniţa
- Ungheni (Spurwechselbahnhof)

### Niederlande
- Dieren
- Geldermalsen

### Norwegen
- Ål, (Bergensbanen)
- Myrdal, Bergensbanen

### Polen

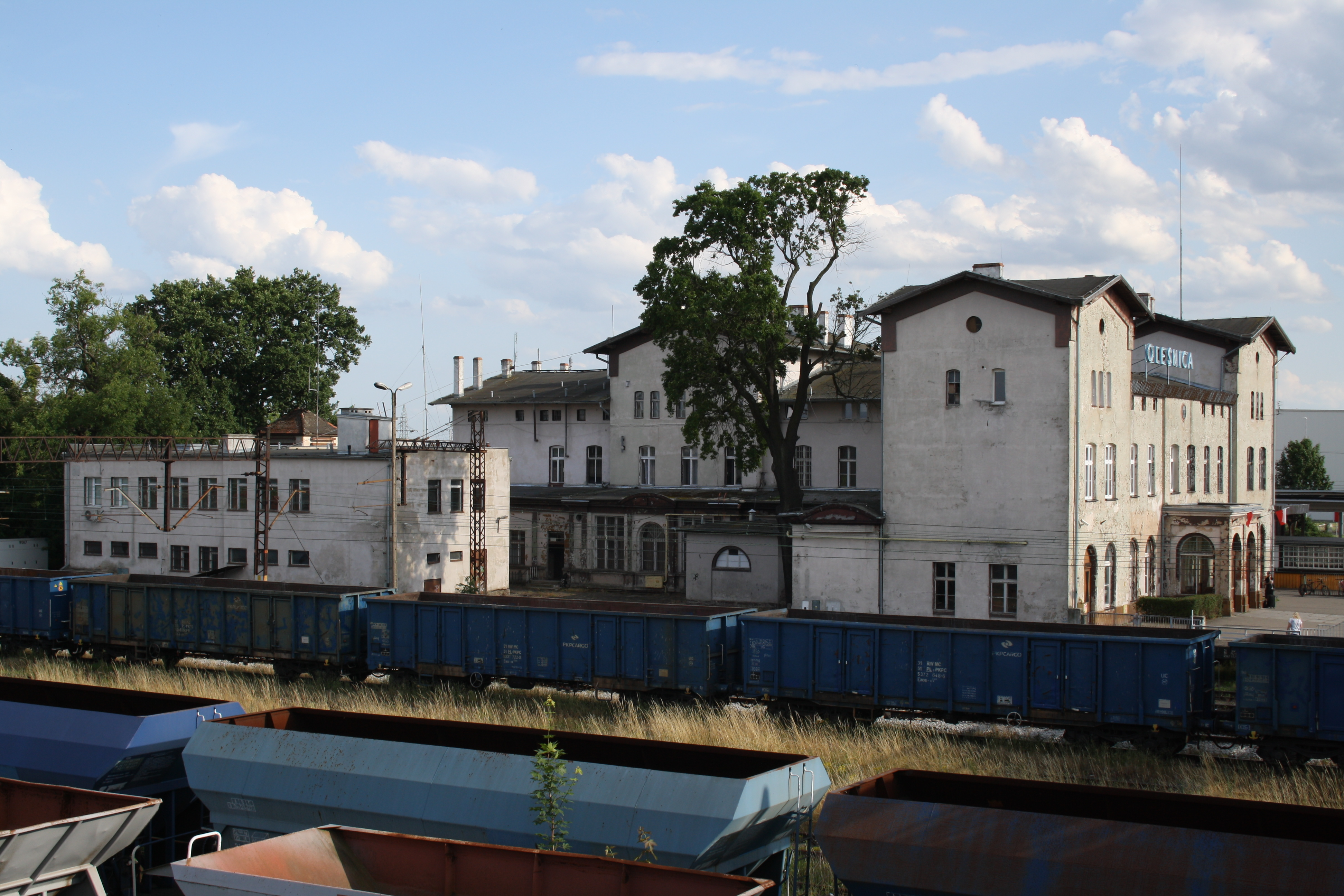
Bahnhof Oleśnica

| Ort                          | Bahnhof             | Strecken | von   | bis      | Bemerkung |
| Polen                        | Polen               | Polen | Polen | Polen    | Polen |
| ---------------------------- | ------------------- | --- | ----- | -------- | --- |
| Bydgoszcz (Bromberg)         | Bydgoszcz Główna    | Chorzów–Tczew Kutno–Piła Poznań–Bydgoszcz                                                                     |       |          | zwei Empfangsgebäude                                                                                           |
| Chojnice (Konitz)            | Chojnice            | Tczew–Küstrin-Kietz Działdowo–Chojnice Chojnice-Runowo Pomorskie Chojnice–Kościerzyna Oleśnica–Chojnice       | 1873  |          | |
| Inowrocław (Hohensalza)      | Inowrocław          | Chorzów–Tczew Poznań–Toruń Inowrocław–Inowrocław Rąbinek                                                      | 1872  |          | |
| Jarocin (Jarotschin)         | Jarocin             | Kluczbork–Poznań Oleśnica–Chojnice Jarocin–Kąkolewo                                                           | 1875  |          | |
| Krzyż Wielkopolski (Kreuz)   | Krzyż               | Tczew–Küstrin-Kietz Poznań–Szczecin Wałcz–Krzyż                                                               | 1851  |          | |
| Nowy Świętów (Deutsch Wette) | Nowy Świętów        | Katowice–Legnica Nowy Świętów–Sławniowice Nyskie Nowy Świętów–Głuchołazy Zdrój                                | 1868  | 2010     | Seit 2010 ist der westliche Teil des Bahnhofs für Personenverkehr geschlossen.                                 |
| Oleśnica (Oels)              | Oleśnica            | Kalety–Wrocław Oleśnica–Chojnice Herby–Oleśnica                                                               | 1868  |          | |
| Opole (Oppeln)               | Opole Główne (Hbf)  | Bytom–Wrocław Tarnowskie Góry–Opole Opole Groszowice–Opole Główne Opole Główne–Opole Wschodnie Opole–Namysłów | 1845  |          | |
| Piła (Schneidemühl)          | Piła Główna (Hbf)   | Kutno–Piła Tczew–Küstrin Kietz Poznań–Piła Bzowo Goraj–Piła Piła–Ustka Piła Główna–Piła Północ                | 1851  |          | |
| Poznań (Posen)               | Poznań Główny (Hbf) | Frankfurt (Oder)–Poznań Warszawa–Poznań Poznań–Wrocław Kluczbork–Poznań Poznań–Szczecin Poznań–Piła           | 1879  |          | Im Jahr 2012 wurde ein neues Bahnhofsgebäude über der östlichen Gleisgruppe errichtet.                         |
| Prostki (Prostken)           | Prostki             | Białystok–Głomno                                                                                              | 1871  | vor 1945 | Ehemaliger Insel- und Umspurbahnhof an der ehemaligen deutsch-russischen und später deutsch-polnischen Grenze. |
| Rzepin (Reppen)              | Rzepin              | Frankfurt (Oder)–Poznań Wierzbno–Rzepin Drzeńsko–Rzepin Jerzmanice Lubuskie–Rzepin                            | 1870  |          | |
| Toruń (Thorn)                | Toruń Główny (Hbf)  | Kutno–Piła Poznań–Toruń Toruń–Tschernjachowsk                                                                 | 1861  |          | |
| Węgliniec (Kohlfurt)         | Węgliniec           | Węgliniec–Zgorzelec Lubań Śląski–Węgliniec Miłkowice–Jasień Węgliniec–Roßlau                                  | 1846  |          | |

### Spanien
An der Bahnstrecke Madrid–Hendaye

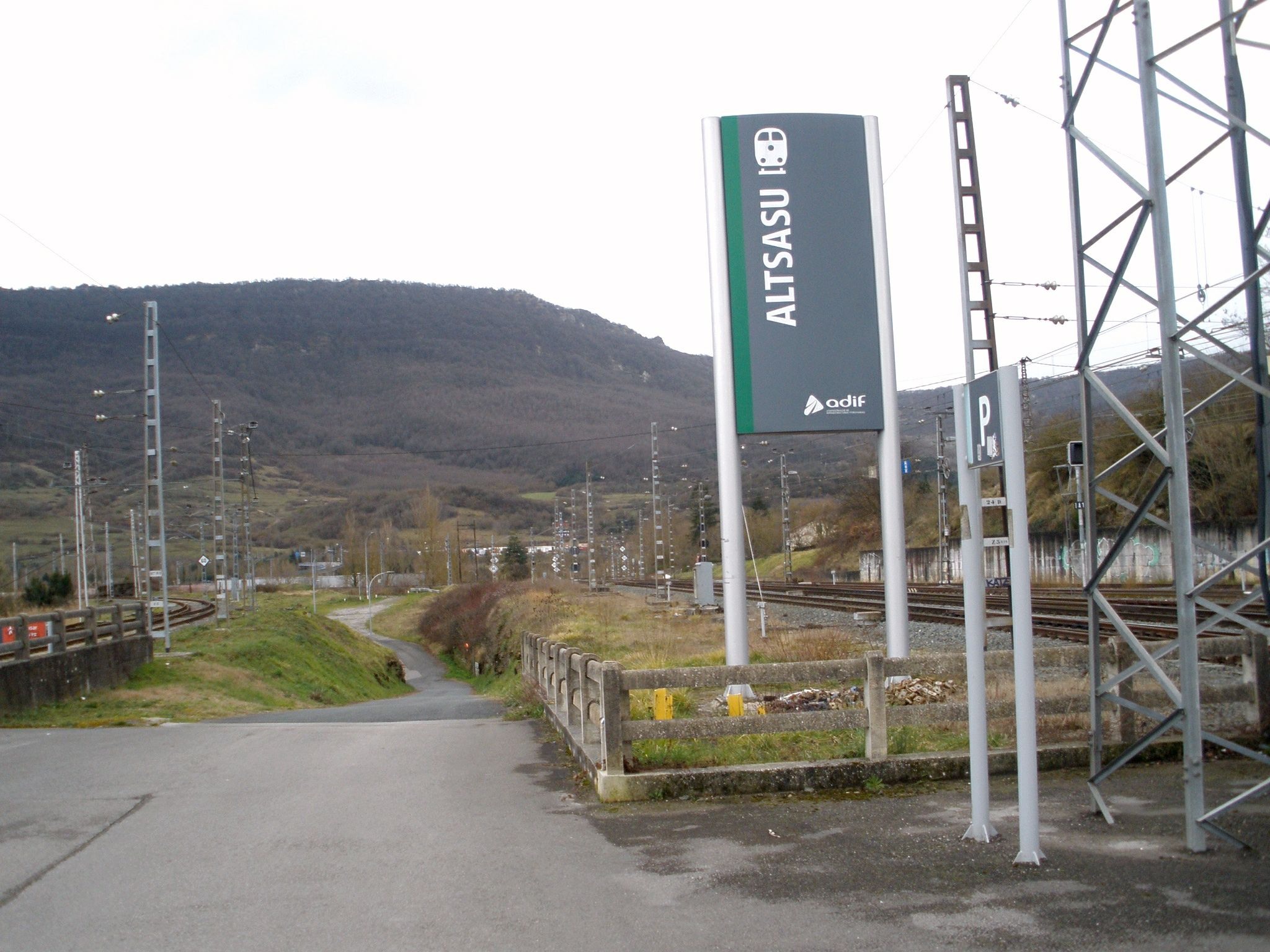
Zufahrt zum Bahnhof Altsasu-Alsasua

- Miranda de Ebro als Übergang zur Strecke Saragossa–Bilbao
- Altsasu-Alsasua am Beginn der Strecke nach Castejón de Ebro

Grenzbahnhöfe zu Frankreich mit Empfangsgebäude zwischen normalspurigen und breitspurigen Gleisanlagen:
- Irun
- Portbou
- Canfranc bis zur Verkleinerung ab 2020

### Tschechien
- Hulín
- Okříšky
- Plzeň hl.n. (Pilsen Hbf)
- Plzeň-Jižní předměstí (Pilsen-Südvorstadt)
- Bahnhof Praha-Vysočany (Prag-Vysočany)
- Ústí nad Orlicí (bis 2014)
- Všetaty (Wschetat)
- Suchdol nad Odrou (Zauchtel)
- Hranice na Moravě (Mährisch Weißkirchen)

### Ukraine

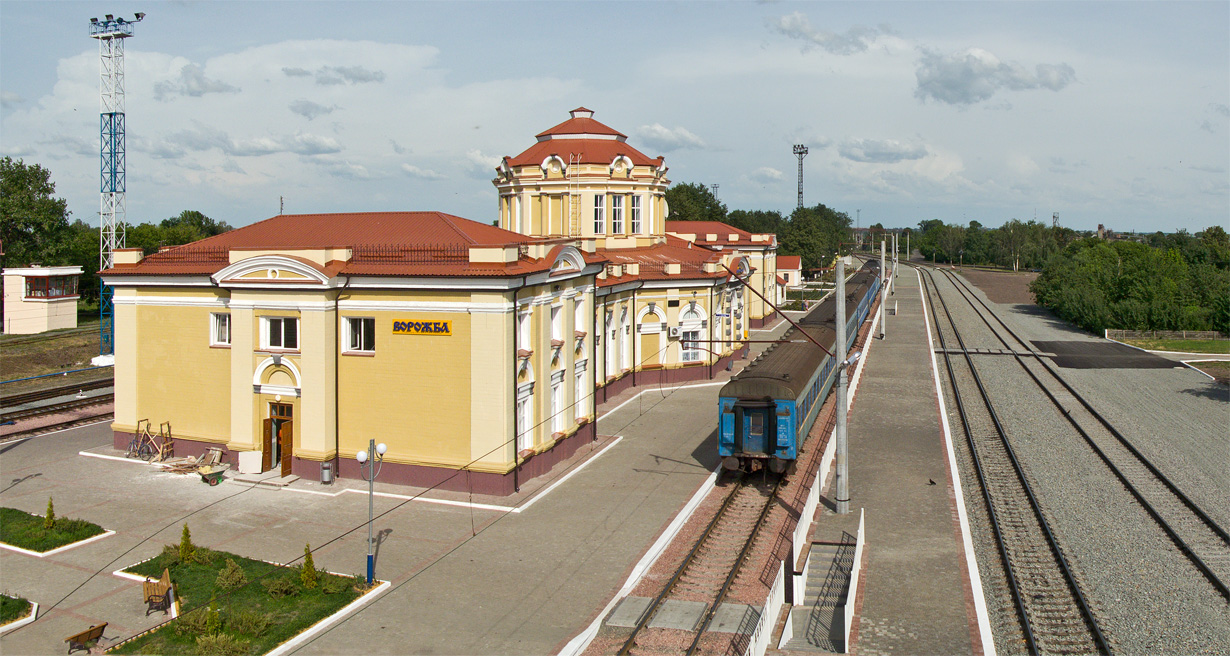
Bahnhof Woroschba

| Ort          | Bahnhof                   | Strecken                                                                                     | von | bis | Bemerkung                                          |
| ------------ | ------------------------- | -------------------------------------------------------------------------------------------- | --- | --- | -------------------------------------------------- |
| Bachmatsch   | Bachmatsch-Passaschyrskyj | Kiew–Kursk Bachmatsch–Homel Bachmatsch–Krementschuk                                          |     | –   |                                                    |
| Sumy         | Bassy                     | Woroschba–Charkiw Bassy–Horliwka                                                             |     | –   |                                                    |
| Chrystyniwka | Chrystyniwka              | Wapnjarka–Snamjanka Kalyniwka–Uman                                                           |     | –   |                                                    |
| Debalzewe    | Debalzewe                 | Otscheretyne–Swerewo Jassynuwata–Millerowo Kramatorsk–Debalzewe Dolja–Debalzewe              |     | –   |                                                    |
| Dolynska     | Dolynska                  | Snamjanka–Mykolajiw Dolynska–Tymkowe                                                         |     | –   |                                                    |
| Malyniwka    | Dubowe                    | Poltawa–Rostow Dubowe–Pokrowsk                                                               |     | –   |                                                    |
| Fastiw       | Fastiw-1                  | Kyjiw–Schmerynka Swjahel–Fastiw Fastiw–Zwitkowe                                              |     | –   |                                                    |
| Hrebinka     | Hrebinka                  | Kyjiw–Poltawa Bachmatsch–Odessa                                                              |     | –   |                                                    |
| Ilowajsk     | Ilowajsk                  | Poltawa–Rostow Dolja–Debalzewe                                                               |     | –   | Empfangsgebäude für den Vorortverkehr in Insellage |
| Kowel        | Kowel-Passaschyrskyj      | Jarosław–Kowel Warszawa–Kowel Kowel–Brest Kowel–Kamin-Kaschyrskyj Kowel–Kyjiw Kowel–Kosjatyn |     | –   |                                                    |
| Losowa       | Losowa-Passaschyrska      | Sewastopol–Charkiw Poltawa–Rostow                                                            |     | –   |                                                    |
| Lyman        | Lyman                     | Charkiw–Horliwka Slowjansk–Lyman                                                             |     | –   |                                                    |
| Pawlohrad    | Pawlohrad-1               | Sewastopol–Charkiw Kamjanske–Pokrowsk                                                        |     | –   |                                                    |
| Polohy       | Polohy                    | Krywyj Rih–Komysch-Sorja Berdjansk–Tschaplyne                                                |     | –   |                                                    |
| Pomitschna   | Pomitschna                | Bachmatsch–Odessa Borschtschi–Charkiw                                                        |     | –   |                                                    |
| Pjatychatky  | Pjatychatky               | Werchiwzewe–Krywyj Rih Korystiwka–Pjatychatky                                                |     | –   |                                                    |
| Pjatychatky  | Pjatychatky-Stykowa       | Korystiwka–Pjatychatky                                                                       |     | –   |                                                    |
| Popasna      | Popasna                   | Bassy–Horliwka Kramatorsk–Debalzewe                                                          |     | –   |                                                    |
| Rodakowe     | Rodakowe                  | Jassynuwata–Millerowo Siwersk–Lichaja                                                        |     | –   |                                                    |
| Sarny        | Sarny                     | Kowel–Kyjiw Riwne–Luninez                                                                    |     | –   |                                                    |
| Schmerynka   | Schmerynka-Passaschyrska  | Krasne–Odessa Kyjiw–Schmerynka                                                               |     | –   |                                                    |
| Slobidka     | Slobidka                  | Krasne–Odessa Slobidka–Bălți                                                                 |     | –   |                                                    |
| Synelnykowe  | Synelnykowe-1             | Sewastopol–Charkiw                                                                           |     | –   |                                                    |
| Wolnowacha   | Wolnowacha                | Mariupol–Kostjantyniwka Fedoriwka–Wolnowacha                                                 |     | –   |                                                    |
| Woroschba    | Woroschba                 | Kyjiw–Kursk Woroschba–Charkiw Woroschba–Orscha                                               |     | –   |                                                    |

### Belarus
- Brest Passaschyrski, auch Spurwechselbahnhof

## Australien
- Wallangarra, auch Spurwechselbahnhof zwischen Queensland und New South Wales